# Anawin Jujeen
Anawin Jujeen (tiếng Thái: อนาวิน จูจีน, sinh ngày 13 tháng 3 năm 1987), còn được biết với tên đơn giản M (tiếng Thái: เอ็ม), là một cầu thủ bóng đá người Thái Lan thi đấu ở vị trí hậu vệ phải cho câu lạc bộ ở Thai League 2 PTT Rayong. Anh là á quân của Pepsi World Challenge 2006 với Wisoot Bunpeng.
Anh thi đấu cho Krung Thai Bank FC ở vòng bảng Giải vô địch bóng đá các câu lạc bộ châu Á 2008.

## Sự nghiệp câu lạc bộ
Anawin thi đấu cho Krung Thai Bank FC until the club changed to Bangkok Glass FC. Anh là cầu thủ ra sân thường xuyên ở Bangkok Glass FC, thi đấu ở vị trí tiền vệ tấn công hoặc tiền vệ phải.
Năm 2013, anh chuyển đến Buriram United FC với mức giá không tiết lộ. Phí chuyển nhượng được cho là khoảng 2,5 đến 5 triệu ฿. Anh thường thi đấu ở vị trí hậu vệ phải, thỉnh thoảng là ở Buriram United.
Anawin thi đấu ở Giải vô địch bóng đá các câu lạc bộ châu Á 2013. Anh là cầu thủ xuất phát cho Buriram ở Giải vô địch bóng đá các câu lạc bộ châu Á 2013 trước Vegalta Sendai, FC Seoul. Anh vào sân từ ghế dự bị trước Jiangsu Sainty và nhận một thẻ đỏ sau khi nhận 2 thẻ vàng. Vào vòng đấu loại trực tiếp, anh ghi một bàn thắng bằng đầu trước Bunyodkor tại Buriram. Anh vào sân từ ghế dự bị trong các trận còn lại trước Bunyodkor và Esteghlal.

## Sự nghiệp quốc tế
Ngày 4 tháng 12 năm 2009, Anawin ra mắt cho U-23 Thái Lan tại Đại hội Thể thao Đông Nam Á 2009 tại Lào trước U-23 Việt Nam. Anh cũng ghi bàn thắng đầu tiên và thứ hai cho U-23 Thái Lan trước U-23 Timor-Leste tại Đại hội Thể thao Đông Nam Á 2009. Anawin thi đấu cho U-23 Thái Lan ở Đại hội Thể thao châu Á 2010 tại Quảng Châu, Trung Quốc, và ghi một bàn thắng trước U-23 Pakistan.
Năm 2014, anh được triệu tập vào đội tuyển quốc gia bởi Kiatisuk Senamuang để thi đấu Vòng loại Cúp bóng đá châu Á 2015.

### Quốc tế
Tính đến 12 tháng 11 năm 2015
| Đội tuyển quốc gia | Năm  | Số trận | Bàn thắng |
| ------------------ | ---- | ------- | --------- |
| Thái Lan           | 2010 | 4       | 0         |
| Thái Lan           | 2014 | 1       | 0         |
| Thái Lan           | Tổng | 5       | 0         |

### Bàn thắng quốc tế

#### U-23
| Anawin Jujeen – bàn thắng cho U-23 Thái Lan | Anawin Jujeen – bàn thắng cho U-23 Thái Lan | Anawin Jujeen – bàn thắng cho U-23 Thái Lan | Anawin Jujeen – bàn thắng cho U-23 Thái Lan | Anawin Jujeen – bàn thắng cho U-23 Thái Lan | Anawin Jujeen – bàn thắng cho U-23 Thái Lan | Anawin Jujeen – bàn thắng cho U-23 Thái Lan | Anawin Jujeen – bàn thắng cho U-23 Thái Lan |
| ------------------------------------------- | ------------------------------------------- | ------------------------------------------- | ------------------------------------------- | ------------------------------------------- | ------------------------------------------- | ------------------------------------------- | ------------------------------------------- |
| 1.                                          | 8 tháng 12 năm 2009                         | Viêng Chăn, Lào                             | Đông Timor                                  | 0–9                                         | Thắng                                       | Đại hội Thể thao Đông Nam Á 2009            |                                             |
| 2.                                          | 8 tháng 12 năm 2009                         | Viêng Chăn, Lào                             | Đông Timor                                  | 0–9                                         | Thắng                                       | Đại hội Thể thao Đông Nam Á 2009            |                                             |
| 3.                                          | 7 tháng 11 năm 2010                         | Guangzhou, Trung Quốc                       | Pakistan                                    | 6–0                                         | Thắng                                       | Đại hội Thể thao châu Á 2010                |                                             |

## Danh hiệu

### Câu lạc bộ
Buriram United
- Giải bóng đá Ngoại hạng Thái Lan: 2013 2014, 2015
- Cúp Hiệp hội Bóng đá Thái Lan: 2013, 2015
- Cúp Liên đoàn Bóng đá Thái Lan: 2013, 2015
- Toyota Premier Cup: 2014, 2016
- Cúp Hoàng gia Kor: 2013, 2014, 2015, 2016
- Giải bóng đá vô địch các câu lạc bộ sông Mê Kông: 2015, 2016